# Erysimum ischnostylum
Erysimum ischnostylum là một loài thực vật có hoa trong họ Cải. Loài này được Freyn & Sint mô tả khoa học đầu tiên năm 1903.